# Mistrovství Evropy v zápasu ve volném stylu 1976
Mistrovství Evropy v zápasu ve volném stylu mužů proběhl v Leningradu (Sovětský svaz).  

## Muži
| Kategorie | Zlato               | Stříbro             | Bronz                |
| --------- | ------------------- | ------------------- | -------------------- |
| 48 kg     | Anatolij Beloglazov | Mihály Gyulai       | Jürgen Möbius        |
| 52 kg     | Henrik Gál          | Arsen Alachverdijev | Hartmut Reich        |
| 57 kg     | Vladimir Jumin      | László Klinga       | Hans-Dieter Brüchert |
| 62 kg     | Sergej Timofějev    | Petre Coman         | Ivan Jankov          |
| 68 kg     | Alexandr Matvejev   | Ismail Juseinov     | Eberhard Probst      |
| 74 kg     | Dan Karabin         | Marin Pîrcălabu     | Fred Hempel          |
| 82 kg     | Adolf Seger         | Ismail Abilov       | Viktor Novožilov     |
| 90 kg     | Levan Tedyjašvili   | Peter Neumair       | Stelian Morcov       |
| 100 kg    | Ivan Jarygin        | Dimo Kostov         | Mehmet Güçlü         |
| +100 kg   | Ladislau Şimon      | Roland Gehrke       | Boris Bigajev        |